# Leucoma aristera
Leucoma aristera är en fjärilsart som beskrevs av Collenette 1980. Leucoma aristera ingår i släktet Leucoma och familjen tofsspinnare. Inga underarter finns listade i Catalogue of Life.